# Uprising Records
Uprising Records es un sello discográfico fundado en 1994 por Sean Muttaqi. La compañía ha lanzado álbumes de Fall Out Boy, Carnifex, 7 Angels 7 Plagues, Cipher, Emmure, Red Knife Lottery, Underminded, Amir Sulaiman, iCON the Mic King, The Crest, entre otros.

## Bandas
- Amir Sulaiman
- Broadway
- Cipher
- The Crest
- Dylan DillinJah
- Gloria
- Her Demise, My Rise
- I Am the Ocean
- iCON the Mic King
- Katsumoto
- Liferuiner
- Red Knife Lottery
- T. Mills
- Underminded
- Vegan Reich

- Datos: Q281881